# イ・ウヌ
イ・ウヌ（이은우、1980年8月22日 - ）は、韓国の女優。日本語では「イ・ウンウ」と表記されることもある。

## 経歴
2009年にスクリーン・デビュー。2013年、キム・ギドク監督の『メビウス』で1人2役を演じる。2014年、廣木隆一監督の『さよなら歌舞伎町』に出演する。

## フィルモグラフィー

### 映画
- 10億（2009年）
- ミス・ギャングスター（2010年）
- ロマンティックヘブン（2011年）
- 悪魔の倫理学（怒りの倫理学）（2013年）
- ザ・スパイ シークレット・ライズ（2013年）
- メビウス（2013年）
- 神の贈り物（2014年）
- さよなら歌舞伎町（2014年）
- The NET 網に囚われた男（2016年）
- 記憶の夜（2017年）
- ゴーストマスク 傷（2018年）

### テレビ
- スキャンダル 春香を愛した男（2011年）